# 南山駅 (慶尚北道)
南山駅（ナムサンえき）は、大韓民国慶尚北道金泉市にかつて存在した朝鮮総督府鉄道の駅である。

## 歴史
- 1926年5月14日 - 開業。
- 1927年1月1日 - 廃止。

## 隣の駅
韓国鉄道公社
慶北線
金泉駅 - 南山駅 - 道岩駅